# Odean Skeen
Odean Skeen (né le 28 août 1994 dans la paroisse de Sainte-Catherine) est un athlète jamaïcain, spécialiste des épreuves de sprint.

## Biographie
Il se révèle à l'âge de quinze ans lors des Jeux de la CARIFTA 2010, à George Town aux îles Caïmans, en remportant les titres du 100 m, du 200 m et du relais 4 × 100 m dans la catégorie des moins de 17 ans. Il s'impose par la suite sur ces mêmes épreuves lors des championnats d'Amérique centrale et des Caraïbes d'athlétisme juniors disputés à Saint-Domingue. Sélectionné pour les championnats du monde juniors de Moncton, au Canada, il participe au relais 4 × 100 m et remporte la médaille d'argent aux côtés de ses coéquipiers jamaïcains. En août 2010, lors de la première édition des Jeux olympiques de la jeunesse, à Singapour, il s'adjuge le titre du 100 m et améliore son record personnel en établissant le temps de 10 s 42. Il remporte par ailleurs l'épreuve de relais au sein d'une équipe mixte représentant les Amériques.
En 2012, lors des championnats du monde juniors de Barcelone, Odean Skeen remporte la médaille de bronze du 100 m en portant son record personnel à 10 s 28 (+0,1 m/s), ainsi que la médaille d'argent au titre du relais 4 × 100 m.
Le 22 avril 2017, à Auburn, il franchit pour la première fois de sa carrière la barrière des dix secondes sur 100 m en parcourant la distance en 9 s 98 (+ 2,0 m/s).

### Palmarès
| Date | Compétition                    | Lieu      | Résultat | Épreuve   | Temps   |
| ---- | ------------------------------ | --------- | -------- | --------- | ------- |
| 2010 | Championnats du monde juniors  | Moncton   | 2e       | 4 × 100 m | 39 s 55 |
| 2010 | Jeux olympiques de la jeunesse | Singapour | 1er      | 100 m     | 10 s 48 |
| 2012 | Championnats du monde juniors  | Barcelone | 3e       | 100 m     | 10 s 28 |
| 2012 | Championnats du monde juniors  | Barcelone | 2e       | 4 × 100 m | 38 s 97 |

### Records
| Épreuve | Performance        | Lieu        | Date          |
| ------- | ------------------ | ----------- | ------------- |
| 100 m   | 9 s 98 (+ 2,0 m/s) | Auburn      | 22 avril 2017 |
| 200 m   | 20 s 84 (+1,2 m/s) | George Town | 5 avril 2010  |